# Digeshøi
Der Digeshøi ist eine nur in Resten erhaltene megalithische Grabanlage der jungsteinzeitlichen Nordgruppe der Trichterbecherkultur im Kirchspiel Blistrup in der dänischen Kommune Gribskov. Während der Bronzezeit wurde er für eine Nachbestattung genutzt.

## Lage
Das Grab liegt im Südwesten von Smidstrup neben dem Spielplatz der Schule. Das Gelände ist nicht öffentlich zugänglich. In der näheren Umgebung gibt bzw. gab es zahlreiche weitere megalithische Grabanlagen. Erhalten ist das 460 m südlich gelegene Ganggrab Ølshøj.

## Forschungsgeschichte
Aus dem Grab wurden 1828 Funde geborgen und dem Dänischen Nationalmuseum übergeben. In den Jahren 1886 und 1937 erfolgten Dokumentationen der Fundstelle durch Mitarbeiter des Nationalmuseums.

## Beschreibung

### Architektur
Die Anlage besitzt eine runde Hügelschüttung, deren Ränder abgetragen wurden. Ihr Durchmesser betrug ursprünglich wohl etwa 30 m. Der erhaltene Durchmesser beträgt nur noch 15 m. Der Hügel ist heute noch 2,5 m hoch, war ursprünglich aber wohl höher. Eine kleine Steinmauer um den Hügelfuß ist neuzeitlich. An der Ostseite führt in einer schmalen Senke eine Steintreppe den Hügel hinauf. Die Senke scheint die Position des Gangs anzudeuten, der zur Grabkammer führt. Der Gang und die Kammer sind vollständig im Hügel verborgen, über ihr Aussehen liegen keine Informationen vor.

### Funde
Im Hügel wurde 1828 eine bronzezeitliche Nachbestattung entdeckt. Es wurden verbrannte Knochen, Keramik und eine bronzene Lanzenspitze geborgen.